# Robin Knoche
Robin Knoche (Braunschweig, el 22 de maig de 1992) és un futbolista alemany que juga com a defensa central pel 1. FC Nürnberg.